# Техас Стедіум

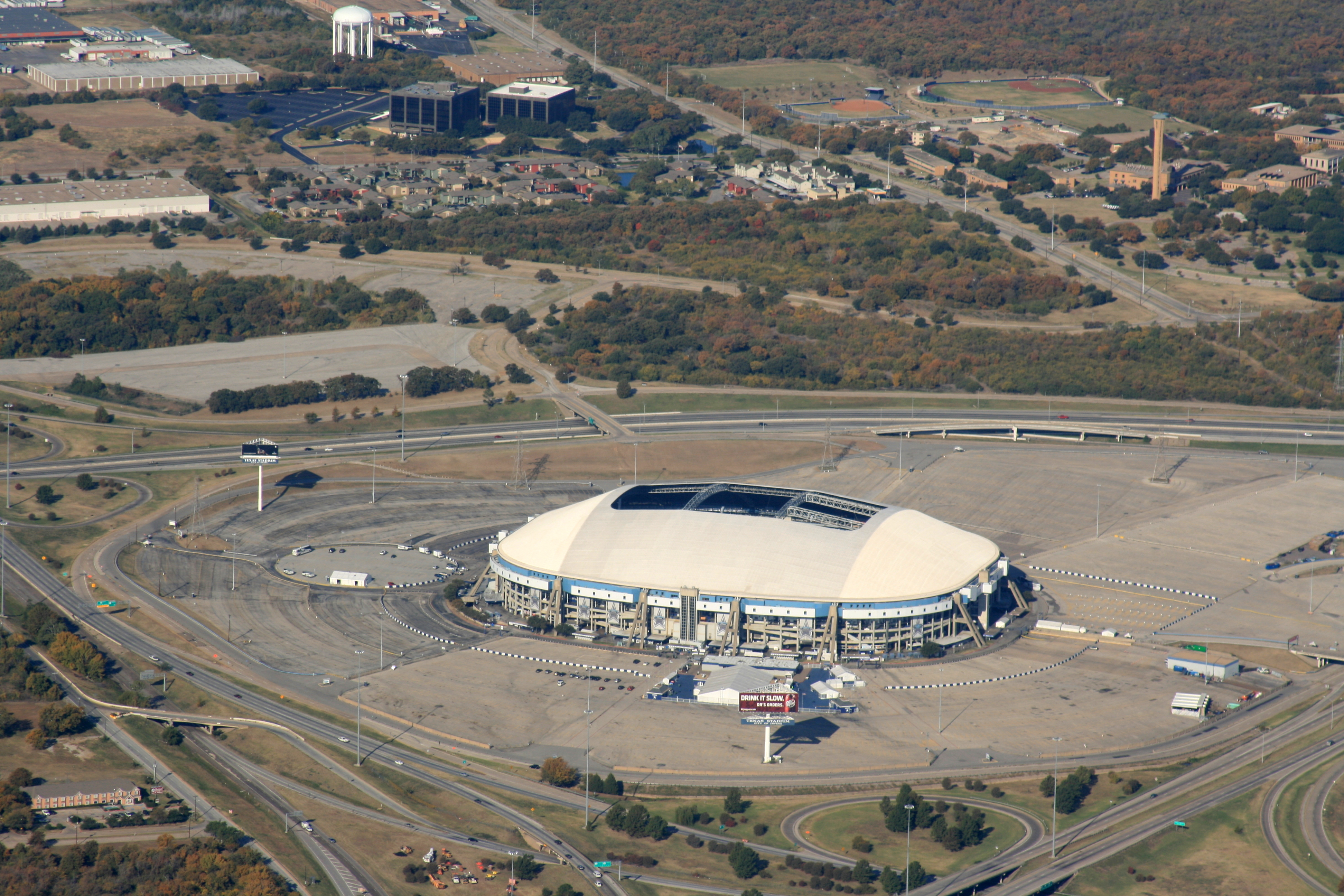
Фото стадіону 2008 року

Техас Стедіум (англ. Texas Stadium) — американський футбольний стадіон, який був розташований у місті Ірвінг, штат Техас, у передмісті Далласа. Стадіон відкрито 17 вересня 1971 р. Він слугував домашньою ареною для команди НФЛ Даллас Ковбойс з 1971 по 2008 рр, і налічував 65 675 місць.
2009 року домашня арена команди Даллас Ковбойс була перенесена до AT&T Стедіум, офіційно відкритого 27 травня 2009 року в Арлінгтоні, штат Техас. Кошторис нового стадіону склав $ 1,15 млрд. Стадіон Техас Стедіум був зруйнований 11 квітня 2010 року.
Найбільш характерним елементом стадіону був його дах, єдиний такого роду в НФЛ. Дах було заплановано зробити пересувним, але згодом виявилося, що каркас стадіону не витримує його маси. У результаті більша частина стадіону була накрита окрім тієї його частини, що знаходилася безпосередньо в центрі, зокрема — футбольне поле. Це означало, що погода могла вносити свої корективи під час проведення матчу. Один з таких випадків стався 1993 року у грі проти Маямі Долфінс, коли футбольне поле вкрив густий сніжний покрив.